# Симоненко Валентин Михайлович
Симоненко Валентин Михайлович  (7 листопада 1928 — 30 грудня 1991) — радянський і український кінооператор.

## Біографія
Народ. у 1928 р. в с. Каменка Запорізької обл. в родині службовця.
Закінчив курси асистентів оператора при Київській кіностудії ім. О. П. Довженка (1961).
Був асистентом оператора (1947—1951), фотографом (1951—1952), на Кінокопіювальній фабриці (1953—1954).
З 1955 р. працював на Київській кіностудії ім. О. П. Довженка (асистент оператора, оператор).
З 1973 р. — оператор комбінованих зйомок.
Був членом Спілки кінематографістів України.

## Фільмографія
Здійснив зйомки у фільмах:
- «Олеся» (1971),
- «Зоряний цвіт» (1971),
- «Довіра» (1972),
- «Абітурієнтка» (1973),
- «Це було в міжгір'ї» (1974),
- «Не віддавай королеву» (1975),
- «Прості турботи» (1975),
- «Бути братом» (1976),
- «Віщує перемогу» (1978),
- «Розколоте небо» (1979),
- «Мільйони Ферфакса» (1980),
- «Таємниця, відома всім» (1981, 2 с),
- «Таємниця корабельного годинника» (1983)
- «Загублені в пісках» (1984)
- «Канкан в Англійському парку» (1984)
- «Чужий дзвінок» (1985, т/ф)
- «Фантастична історія» (1988) та ін.